# Bethlehem (Georgia)
Bethlehem è una città degli Stati Uniti d'America, situata in Georgia, nella Contea di Barrow.